# Side Girls Complete Disc
『Side Girls Complete Disc』は、パソコンゲーム『D.C. Girl's Symphony 〜ダ・カーポ〜 ガールズシンフォニー』のアルバム。2008年10月20日にLantisから発売された。

## 概要
CIRCUSのSanctuaryから発売された『D.C. Girl's Symphony 〜ダ・カーポ〜 ガールズシンフォニー』の主題歌と個別エンディングテーマ、オープニングの「Cherry's Magic & Love」の各キャラのソロバージョンが収録されている。 CDジャケットには、四之宮稜平、四之宮航平、四之宮蒼、四之宮渓、古城孝明、龍之介が描かれている。

## 収録曲
（全作詞：こだまさおり）
1. Cherry's Magic & Love [4:46]
歌：四之宮兄弟（鈴木達央、鈴木裕斗、堀江一眞、羽多野渉）
  - オープニングテーマ

作曲・編曲：渡辺拓也
2. 最上LOVER! [4:19]
歌：四之宮稜平（鈴木達央）
  - 四之宮稜平ルートエンディングテーマ

作曲：川口進、編曲：渡辺拓也
3. 素顔のコイビト [4:39]
歌：四之宮航平（鈴木裕斗）
作曲・編曲：和田耕平
  - 四之宮航平ルートエンディングテーマ
4. INORI [4:10]
歌：四之宮蒼（堀江一眞）
作曲・編曲：田村信二
  - 四之宮蒼ルートエンディングテーマ
5. time after time [5:01]
歌：四之宮渓（羽多野渉）
作曲・編曲：田村信二
  - 四之宮渓ルートエンディングテーマ
6. I'm here〜ずっとここで [5:10]
歌：古城孝明（平川大輔）
作曲：山田智和、編曲：伊橋成哉
  - 古城孝明ルートエンディングテーマ
7. keep smiling* [4:43]
歌:龍之介（大須賀純）
作曲：吉田勝弥、編曲：安藤高弘
  - 龍之介ルートエンディングテーマ
8. Cherry's Magic & Love [4:45]
歌：四之宮稜平（鈴木達央）
作曲・編曲：渡辺拓也
9. Cherry's Magic & Love [4:45]
歌：四之宮航平（鈴木裕斗）
作曲・編曲：渡辺拓也
10. Cherry's Magic & Love [4:45]
歌：四之宮蒼（堀江一眞）
作曲・編曲：渡辺拓也
11. Cherry's Magic & Love [4:45]
歌：四之宮渓（羽多野渉）
作曲・編曲：渡辺拓也